# Abilio Estévez
Abilio Estévez (L'Avana, 7 gennaio 1954) è uno scrittore, drammaturgo e poeta cubano.

## Biografia
Nacque a Marianao, municipio dell'Avana, nel 1954, figlio di un radiotelegrafista dell'esercito. Sempre nella capitale frequentò il liceo e si laureò in lingua e letteratura ispanica nel 1977, per poi conseguire l'anno successivo la laurea magistrale in filosofia.
Diventato amico dello scrittore e poeta Virgilio Piñera, inviso al regime per la sua omosessualità, ne condivise l'impopolarità, al punto di scontare alcune settimane di carcere nel 1977.
Ha lavorato in seguito per l'Acquedotto di Albear, nell'editoria scolastica e come consulente teatrale.
Ha esordito come autore teatrale nel 1987 con La verdadera culpa de Juan Clemente Zenea, pièce insignita del Premio della critica cubana e del Premio José Antonio Ramos dell'Unión Nacional de Escritores y Artistas de Cuba.
La sua prima opera in prosa, risalente al 1997, è il romanzo Tuo è il regno, che nel 2000 varrà all'autore il Prix du Meilleur livre étranger, a pari merito con Pastorale americana di Philip Roth. Il successo e le numerose traduzioni seguite al conferimento del premio hanno portato alla ribalta Estévez, salutato in Francia come "Proust dei Caraibi".
Sempre nel 2000, a causa dell'insofferenza per il regime castrista, Estévez è emigrato a Barcellona; il 5 marzo 2004 ha ottenuto la cittadinanza spagnola per naturalizzazione.
Le opere di Estévez sono state tradotte in numerose lingue, fra cui italiano, tedesco, francese, inglese, norvegese, portoghese.

## Opere

### Romanzi
- Tuo è il regno, Adelphi, Milano, 1999 - ISBN 9788845914768 (Tuyo es el reino, 1997; trad. Barbara Bertoni)
- I palazzi lontani, Adelphi, Milano, 2006 - ISBN 9788845920653 (Los palacios distantes, 2002; trad. Barbara Bertoni)
- Inventario secreto de La Habana (Tusquets Editores, 2004)
- El navegante dormido (Tusquets Editores, 2008)
- El bailarín ruso de Montecarlo (Tusquets Editores, 2010)
- El año del calipso (Tusquets Editores, 2012)
- Archipiélagos (Tusquets Editores, 2015)

### Racconti
- Juego con Gloria (Letras Cubanas, 1987)
- El horizonte y otros regresos (Tusquets Editores, 1998)

### Poesia
- Manual de las tentaciones. Prosas poéticas (Letras Cubanas, 1989; Tusquets Editores, 1999)
- Muerte y transfiguración. Poema. (Revista Unión, Nº21, octubre-diciembre, La Habana, 1995)

### Teatro
- La verdadera culpa de Juan Clemente Zenea (1987)
- Perla marina (1993)
- Santa Cecilia (1995)
- La noche (1995)
- La noche y Un sueño feliz (1997)
- Ceremonias para actores desesperados Teatro (2004)
- Un sueño feliz. La noche (2013)
- Los adioses, Dos ceremonias para actores desesperados (2015)
- Teatro selecto (2015)

### Saggistica
- Tan delicioso peligro. (Consideraciones sobre literatura y tiempos difíciles) (Folium, 2016)